# Episodi di The Patty Duke Show (seconda stagione)
La seconda stagione della serie televisiva The Patty Duke Show è andata in onda negli Stati Uniti dal 16 settembre 1964 al 19 maggio 1965 sulla ABC.
| nº | Titolo originale                          | Prima TV USA      |
| -- | ----------------------------------------- | ----------------- |
| 1  | The Green-Eyed Monster                    | 16 settembre 1964 |
| 2  | Practice Makes Perfect                    | 23 settembre 1964 |
| 3  | Simon Says                                | 30 settembre 1964 |
| 4  | Patty, the Organizer                      | 7 ottobre 1964    |
| 5  | Patty, the Pioneer                        | 14 ottobre 1964   |
| 6  | The Boy Next Door                         | 21 ottobre 1964   |
| 7  | Patty, the People's Voice                 | 28 ottobre 1964   |
| 8  | The Greatest Psychologist in the World    | 4 novembre 1964   |
| 9  | Patty and the Peace Corps                 | 11 novembre 1964  |
| 10 | How to Succeed in Romance                 | 18 novembre 1964  |
| 11 | Block That Statue                         | 25 novembre 1964  |
| 12 | This Little Patty Went to Market          | 2 dicembre 1964   |
| 13 | The Best Date in Town                     | 9 dicembre 1964   |
| 14 | Can Do Patty                              | 16 dicembre 1964  |
| 15 | Hi, Society                               | 23 dicembre 1964  |
| 16 | Patty, the Witness                        | 30 dicembre 1964  |
| 17 | Every Girl Should Be Married              | 6 gennaio 1965    |
| 18 | The Perfect Hostess                       | 13 gennaio 1965   |
| 19 | Patty Meets a Celebrity                   | 20 gennaio 1965   |
| 20 | The Raffle                                | 27 gennaio 1965   |
| 21 | Patty and the Newspaper Game              | 3 febbraio 1965   |
| 22 | Little Brother is Watching You            | 10 febbraio 1965  |
| 23 | Patty Pits Wits -- Two Brits Hits         | 17 febbraio 1965  |
| 24 | It Takes a Heap of Livin'                 | 24 febbraio 1965  |
| 25 | Will the Real Sammy Davis Please Hang Up? | 3 marzo 1965      |
| 26 | Don't Monkey with Mendel                  | 10 marzo 1965     |
| 27 | Patty, the Practical Joker                | 17 marzo 1965     |
| 28 | Patty, the Master Builder                 | 24 marzo 1965     |
| 29 | Patty and the Cut-Rate Casanova           | 31 marzo 1965     |
| 30 | The Daughter Bit                          | 7 aprile 1965     |
| 31 | Cathy, the Rebel                          | 14 aprile 1965    |
| 32 | Patty, the Folk Singer                    | 21 aprile 1965    |
| 33 | What's Cooking, Cousin?                   | 28 aprile 1965    |
| 34 | Take Me Out to the Ball Game              | 5 maggio 1965     |
| 35 | My Cousin, the Heroine                    | 12 maggio 1965    |
| 36 | Patty, the Chatterbox                     | 19 maggio 1965    |

## The Green-Eyed Monster
- Prima televisiva: 16 settembre 1964
- Diretto da: Stanley Prager
- Scritto da: Sidney Sheldon

### Trama
- Guest star: Sammy Smith (cameriere), Kevin Coughlin (Geoffrey Davis III), Alberta Grant (Maggie), Kitty Sullivan (Sue Ellen Turner), Eddie Applegate (Richard Harrison)

## Practice Makes Perfect
- Prima televisiva: 23 settembre 1964
- Diretto da: Stanley Prager
- Scritto da: Sidney Sheldon

### Trama
- Guest star: Alberta Grant (Maggie), Sammy Smith (cameriere), Eddie Applegate (Richard Harrison), Mathew Anden (Eddie Blake), K. C. Ligon (Molly)

## Simon Says
- Prima televisiva: 30 settembre 1964
- Diretto da: Stanley Prager
- Scritto da: Sidney Sheldon

### Trama
- Guest star: Alice Rawlings (Alice), John Pleshette (Pete), Alberta Grant (Maggie), Kitty Sullivan (Sue Ellen Turner), Harry Packwood (George), Eddie Applegate (Richard Harrison)

## Patty, the Organizer
- Prima televisiva: 7 ottobre 1964
- Diretto da: Stanley Prager
- Scritto da: Sidney Sheldon

### Trama
- Guest star:

## Patty, the Pioneer
- Prima televisiva: 14 ottobre 1964
- Diretto da: Rod Amateau
- Scritto da: Sidney Sheldon

### Trama
- Guest star: Joe Silver (Coach Edwards), Eddie Applegate (Richard Harrison), Alice Rawlings (Alice), Alberta Grant (Maggie), Sammy Smith (cameriere)

## The Boy Next Door
- Prima televisiva: 21 ottobre 1964
- Diretto da: Rod Amateau
- Scritto da: Sidney Sheldon

### Trama
- Guest star: Jerry Strickler (Scotty), Gary Morgan (Keith)

## Patty, the People's Voice
- Prima televisiva: 28 ottobre 1964
- Diretto da: Claudio Guzman
- Scritto da: Arnold Horwitt

### Trama
- Guest star: Timothy Neufeld (John Maynard), Joe Silver (uomo), Doris Belack (Miss Grey), Joel Crager (TV Moderator), Adeline Leonard (donna), Robert Rovin (Albert Kramer), Stanley Simmonds (Duffy), Morgan Sterne (Clark Williams), Judith Lowry (Elderly Lady), Alan Bunce (T.J. Blodgett)

## The Greatest Psychologist in the World
- Prima televisiva: 4 novembre 1964
- Diretto da: David Butler

### Trama
- Guest star: Alberta Grant (Maggie), Kitty Sullivan (Sue Ellen Turner), Eddie Applegate (Richard Harrison)

## Patty and the Peace Corps
- Prima televisiva: 11 novembre 1964
- Diretto da: Claudio Guzman
- Scritto da: Sidney Sheldon

### Trama
- Guest star: Harry Packwood (George), Kitty Sullivan (Sue Ellen Turner), Alberta Grant (Maggie), Eddie Applegate (Richard Harrison)

## How to Succeed in Romance
- Prima televisiva: 18 novembre 1964

### Trama
- Guest star: Paul Blake (Roy), Deidre Daniels (Milly), Philip Vandervort (Christopher Hubbard), Eddie Applegate (Richard Harrison), Marcia Strassman (Gladys)

## Block That Statue
- Prima televisiva: 25 novembre 1964

### Trama
- Guest star: Eddie Applegate (Richard Harrison), Sorrell Booke (Gilbert Tugwell), Daniel J. Travanti (Rock), Harry Packwood (George)

## This Little Patty Went to Market
- Prima televisiva: 2 dicembre 1964

### Trama
- Guest star:

## The Best Date in Town
- Prima televisiva: 9 dicembre 1964

### Trama
- Guest star: J.J. Bloom (messaggero), Timothy Neufeld (messaggero), Harold Gaetano (messaggero), Dana Elcar (Mr. Anderson)

## Can Do Patty
- Prima televisiva: 16 dicembre 1964

### Trama
- Guest star: Alice Rawlings (Alice), Jo Ann Mariano (Cindy), Rae Allen (Miss McClintock), David Kerman (Mr. Murchison), Nicole Karol (Sally), Tom Scott (studente), Eddie Applegate (Richard Harrison)

## Hi, Society
- Prima televisiva: 23 dicembre 1964

### Trama
- Guest star: Eddie Applegate (Richard Harrison), Frances Chaney (Mrs. Parker), Kitty Sullivan (Sue Ellen Turner), Dorothy Peterson (Mrs. Caldwell), Jon Richards (Pringle), Clifford Arashi (Kimo), Hope Cameron (Lady Helper), Dan Ferrone (Woodrow Warren Caldwell III)

## Patty, the Witness
- Prima televisiva: 30 dicembre 1964

### Trama
- Guest star: Cliff Carpenter (avvocato della difesa), Alan Manson (detective Anderson), John C. Becher (giudice), Barney Martin (Mr. McDonald), Michael Gordon (Census Taker), Eddie Applegate (Richard Harrison)

## Every Girl Should Be Married
- Prima televisiva: 6 gennaio 1965

### Trama
- Guest star: Frank Sinatra, Jr. (David Stone), Eddie Applegate (Richard Harrison)

## The Perfect Hostess
- Prima televisiva: 13 gennaio 1965

### Trama
- Guest star: George Gaynes (Gaylord), Jeff Siggins (George), Don Scardino (Timmy), Eddie Applegate (Richard Harrison), Todd Everett (William), Scott Glenn (Harry), Gerald Peters (Roger), Sammy Smith (Sammy), Frances Heflin (Cissy)

## Patty Meets a Celebrity
- Prima televisiva: 20 gennaio 1965

### Trama
- Guest star: James Coco (Director), Peter Collins (Layton), Eddie Applegate (Richard Harrison), Mort Marshall (Colin), Kelly Wood (Gloria), Sal Mineo (sé stesso)

## The Raffle
- Prima televisiva: 27 gennaio 1965

### Trama
- Guest star: Jean Stapleton (Mrs. Pollack), Eddie Applegate (Richard Harrison), Donna Jean Young (ragazza), Marcia Strassman (Adeline), Lisa Ackerman (Mary), Sammy Smith (Sammy), Harry Packwood (George), Alberta Grant (Maggie), Kelly Wood (Gloria), Lesley-Marie Colburn (Lori)

## Patty and the Newspaper Game
- Prima televisiva: 3 febbraio 1965

### Trama
- Guest star: Ralph Bell (William Smathers), Bobby Vinton (George Reynolds)

## Little Brother is Watching You
- Prima televisiva: 10 febbraio 1965

### Trama
- Guest star: Marijane Maricle (Mrs. Brown), Arthur Sussex (Joey), Leah Waggner (Mrs. Anderson), Alan Cabal (Stanley), Randy Garfield (Al), Bruce Kirby (Theatre Manager)

## Patty Pits Wits -- Two Brits Hits
- Prima televisiva: 17 febbraio 1965

### Trama
- Guest star: John C. Becher (Hollis), Stanley Grover (Jimmy), Jeremy Clyde (Nigel), Phil Leeds (Danny), Milt Moss (May), Chad Stuart (Patrick)

## It Takes a Heap of Livin'
- Prima televisiva: 24 febbraio 1965

### Trama
- Guest star: Chris Gampel (Mr. Bigelow), Margaret Brewster (Mrs. Outerbridge), Judith Lowry (Miss Tansy), Walter Klavun (Mr. Wiley), David Hurst (Dennis Latouche)

## Will the Real Sammy Davis Please Hang Up?
- Prima televisiva: 3 marzo 1965

### Trama
- Guest star: Albert Ottenheimer (Reilly), Susan Anspach (Susan), Eddie Applegate (Richard Harrison), Alan Manson (Mike), Arthur Rubin (Mr. Brown), Harry Packwood (George), Peter Lawford (se stesso), Sammy Davis, Jr. (se stesso)

## Don't Monkey with Mendel
- Prima televisiva: 10 marzo 1965

### Trama
- Guest star: Nicholas Cortland (Kenny), Danny Dennis (Rodian), Robert Goulet (Gregory Noble), Kitty Sullivan (Sue Ellen Turner), Doris Belack (Miss Grey), Eddie Applegate (Richard Harrison)

## Patty, the Practical Joker
- Prima televisiva: 17 marzo 1965

### Trama
- Guest star:

## Patty, the Master Builder
- Prima televisiva: 24 marzo 1965

### Trama
- Guest star: Sal Lombardo (Joey)

## Patty and the Cut-Rate Casanova
- Prima televisiva: 31 marzo 1965

### Trama
- Guest star: Susan Leslie (Lola), Raúl Dávila (Carlos), John C. Attie (Luke), Kitty Sullivan (Sue Ellen Turner), Sammy Smith (Sammy), Eddie Applegate (Richard Harrison)

## The Daughter Bit
- Prima televisiva: 7 aprile 1965

### Trama
- Guest star: Alice Rawlings (Alice), Harry Packwood (George), Kitty Sullivan (Sue Ellen Turner), Eddie Applegate (Richard Harrison)

## Cathy, the Rebel
- Prima televisiva: 14 aprile 1965

### Trama
- Guest star: Skip Hinnant (Ted), Susan Anspach (Susan), Ralph Bell (William Smathers), Jane Hoffman (Miss Hewitt), Scott Glenn (cameriere), Leslie Barrett (postino), Eddie Applegate (Richard Harrison)

## Patty, the Folk Singer
- Prima televisiva: 21 aprile 1965

### Trama
- Guest star: Bruce Kirby (Mr. Haley), Igors Gavon (Memphis), Eddie Applegate (Richard Harrison), Arnold Soboloff (Poet), David Doyle (Mr. Harrison)

## What's Cooking, Cousin?
- Prima televisiva: 28 aprile 1965

### Trama
- Guest star: Eddie Applegate (Richard Harrison), Jean-Paul Vignon (Mr. Honore), Pierre Epstein (fattorino), Kelly Wood (Gloria)

## Take Me Out to the Ball Game
- Prima televisiva: 5 maggio 1965

### Trama
- Guest star: Conrad Yama (Momatoro), John Randolph (Coach Johnson)

## My Cousin, the Heroine
- Prima televisiva: 12 maggio 1965

### Trama
- Guest star: Bonnie Bartlett (Miss Castle), Edmund Gaynes (Tony), Neva Patterson (Miss Moore), Morgan Paull (Roger), Billy King (Tommy), Steve Hewitt (Al), Timothy Neufeld (Bill), Eddie Applegate (Richard Harrison)

## Patty, the Chatterbox
- Prima televisiva: 19 maggio 1965

### Trama
- Guest star: Jeff Siggins (Alan), Kelly Wood (Gloria), Eddie Applegate (Richard Harrison), Frances Chaney (Miss Blake), John C. Attie (Peter), Timothy Neufeld (Bill), Judy Jenson (Nancy), Ginger Michels (Joan)